# Лінійні кораблі типу «Франческо Караччоло»
Лінійні кораблі типу «Франческо Караччоло» (італ. Classe Francesco Caracciolo) — серія лінкорів Королівських ВМС Італії часів Першої світової війни, яка так і не була завершена.
Названі на честь адмірала Неполітанського королівства Франческо Караччоло.

## Історія створення
У 1912 році італійський Головний морський штаб дізнався, що Австро-Угорщина замовила 4 супердредноути водотоннажністю 24 000 т, озброєних 12 x 350-мм гарматами, і які мали  зі швидкість 22 вузли. Оскільки тогочасна італійська морська політика передбачала перевагу над сусідом по Адріатичному морю, було вирішено замовити 4 лінкори, які б перевершували конкурентів за своїми характеристиками.
У 1913 році головному конструктору флоту генерал-лейтенанту Едгардо Ферраті (італ. Edgardo Ferrati) було доручено розробити проєкт лінкора з водотоннажністю 27 000 - 29 000 т, озброєного 10-12 гарматами калібру 356 мм, і який би мав швидкість 23-25 вузлів. Але вже наприкінці року був оголошений конкурс на розробку ще потужнішого супердредноута з 12 381-мм гарматами і водотоннажністю 35 000 т.
Переможцем конкурсу був оголошений Ферраті, але його проєкт був визнаний занадто дорогим, тому в нього почали вносити зміни, зменшуючи кількість гармат головного та протимінного калібрів, але зберігаючи незмінними бронювання та швидкість.
Всього було послідовно розглянуто 4 варіанти корабля:
- варіант 1: 35 000 т, 12 x 381-мм гармат (4 x 3), 20 x 152-мм гармат; декілька 76-мм гармат, швидкість 28 вузлів, приблизна вартість 120 млн. лір;
- варіант 2: 35 000 т, 12 x 381-мм гармат (4 x 3), 16 x 152-мм гармат; декілька 76-мм гармат, швидкість 28 вузлів;
- варіант 3 (грудень 1913 року): 35 000 т, 8 x 381-мм гармат (4 x 2), 18 x 152-мм гармат, 24 x 76-мм гармат, швидкість 28 вузлів;
- варіант 4 (1914 рік): 34 000 т, 8 x 381-мм гармат (4 x 2), 12 x 152-мм гармат, 12 x 40-мм автоматів, 28 вузлів, приблизна вартість 100 млн. лір;

Замовлення на будівництво кораблів видали чотирьом різним верфям у квітні 1914 року, здача кораблів планувалась на 1918 рік. У грудні 1914 року начальник Головного морського штабу Паоло Таон ді Ревель запропонував будувати останній корабель за скороченою програмою - з послабленим бронюванням та зменшеною швидкістю, при збереженні 8 гармат головного калібру. Це дало би змогу зекономити 80 млн. лір, на які можна було би побудувати 4 есмінці та 8 підводних човнів. Але морський міністр відхилив цю пропозицію.

## Представники
| Назва                                     | Верф                                                               | Закладений          | Спущений на воду    | Вступив у стрій | Доля                                                            |
| ----------------------------------------- | ------------------------------------------------------------------ | ------------------- | ------------------- | --------------- | --------------------------------------------------------------- |
| Франческо Караччолло Francesco Caracciolo | Regio Cantiere di Castellammare di Stabia, Кастелламмаре-ді-Стабія | 12 жовтня 1914 року | 12 травня 1920 року |                 | виведений зі складу флоту 2 січня 1921 року розібраний на метал |
| Крістофоро Коломбо Cristoforo Colombo     | «Cantiere navale di Sestri Ponente», Генуя                         | 1 березня 1915 року |                     |                 | Роботи припинені у 1916 році розібраний на метал у 1921 році    |
| Маркантоніо Колонна Marcantonio Colonna   | «Cantiere della Foce», Генуя                                       | 1 березня 1915 року |                     |                 | Роботи припинені у 1916 році розібраний на метал у 1921 році    |
| Франческо Морозіні Francesco Morosini     | «Cantiere navale fratelli Orlando», Ліворно                        | 20 червня 1915 року |                     |                 | Роботи припинені у 1916 році розібраний на метал у 1921 році    |

## Конструкція

### Корпус та бронювання
Корпус лінкорів типу «Франческо Караччоло» кардинально відрізнявся від сучасних їм лінкорів інших країн. Він був гладкопалубним, без тарану, з плавним переходом скругленого форштевеня в кіль (подібну форму застосовували японці на лінкорах типів «Нагато», Тоса» та Кіі»). Корпус ділився на 23 водонепроникні відсіки. По всій довжині проходило подвійне дно, а в районі погребів - потрійне. Як і попередні італійські лінкори, «Франческо Караччоло» оснащувались двома напівбалансирними рулями, розміщеними в діаметральній площині.
Всю середню частину корабля займала надбудова з казематом протимінної артилерії. Башти гармат головного калібру розміщувались за лінійно-підвищеною схемою, і разом з погребами були рознесені одна від одної, що унеможливлювало їх одночасний вихід з ладу при одному вдалому влучанні ворожого снаряду.
Загалом у захисті зберігався принцип диференціального бронювання. Головний броньовий пояс мав товщину 300 мм в середній частині, потоншуючись до 150 мм біля нижньої кромки. У носовій частині він доходив до форштевеня, а в кормовій частині прикривав привід допоміжного руля. Поверх нього розташовувався коротший 230-мм верхній пояс, який простягався трохи далі за барбети підвищених башт.
Головна броньова палуба ат\ла товщину 30 мм в плоскій частині та 35 мм на скосах, які примикали до нижньої кромки броньового поясу. Нижче розташовувалась 16-мм протиосколкова палуба, скоси якої переходили в 10-мм зовнішню протиторпедну перебірку. Всередині цієї конструкції були ще дві 24-мм поздовжні перебірки, які утворювали своєрідний внутрішній захисний контур.
Каземат протимінної артилерії з боків захищався 150-мм бронею, а зверху - 16-мм дахом ,при цьому в центральній частині палуба надбудови залишалась неброньованою. Верхня палуба на ділянці між зовнішньою обшивкою та стінками каземату мали 16-мм бронювання. Димоходи в нижній частині прикривались 150-мм бронею.
Башти гармат головного калібру мали броню 400-мм в добовій частині і 150-мм дах. Товщина барбетів досягала 300 мм, бойових рубок — 340 мм (носова) і 300 мм (кормова).
Загалом маса броні становила 6 250 т, що складало менше 20 % водотоннажності. Таким чином, захист корабля вчергове приносився в жертву вогневій потужності та швидкості.
Також передбачався протиторпедний захист погребів та відсіків силової установки, який, окрім подвійного дна, включав дві поздовжні перебірки, які доходили до головною бронепалуби. Зовнішня мала товщину 24 мм, внутрішня - 10 мм. Але протиторпедний захист був відсутній в районі башти № 3, що було серйозним недоліком корабля.

### Силова установка
На кораблях типу «Франческо Караччоло» вперше в історії італійського кораблебудування передбачалось використання турбін із зубчастою передачею. Торити ТЗА системи «Парсонс» мали мати потужність 70 000 к.с. в нормальному режимі та до 105 000 к.с. у форсованому режимі, що забезпечувало швидкість 25 і 28 вузлів відповідно.
Кожний котел чи турбіна розміщувались в окремому водонепроникному відсіку. При цьому ТЗА, які працювали на внутрішні вали, розміщувались практично на міделі. Попереду них розміщувався один, а позаду - два котли. Ця частина силової установки була всередині внутрішнього захисного контуру, прикрита двома протиторпедними перебірками. Решта котлів та турбін розміщувались вздовж бортів і захищались лише 10-мм перебіркою.
Запас палива у 1800 т повинен був забезпечити нетипову для італійських кораблів дальність плавання у 8 000 миль на швидкості у 10 вузлів. А при повному завантаженні відсіків подвійного дна запас палива міг складати 3 500 тонн.

### Озброєння
381-мм гармати головного калібру були розроблені фірмою «Armstrong» та виготовлялись її італійськими відділеннями. При куті підвищення у 20° дальність стрільби 884-кг снаряду становила 19 800 м.
Протимінні 152-мм гармати «152/45 S. Mod. 1911» були аналогічні тим, що встановлювались на лінкори типу «Андреа Доріа». За рахунок відмови від другого протимінного калібру передбачалось досить чисельне, як на той час, зенітне озброєння, яке складалось з 12 40-мм автоматів «Vickers-Terni», які мали бути встановлені на башти головного калібру. В модернізованому проєкті 1919 року до них додались 8 102-мм зенітних гармат.
Початково передбачалось встановлення восьми 450-мм підводних торпедних апаратів, але в остаточному варіанті від них відмовились.

## Доля
Будівництво лінкорів «Крістофоро Коломбо», «Маркантоніо Колонна» та «Франческо Морозіні» було скасоване у 1916 році, незабаром після вступу Італії у Першу світову війну (готовність першого з них не перевищувала 12,5%, решти - 5,5 % ). У 1920 році їх розібрали на стапелі.
Роботи на «Франческо Караччолло» продовжувались до 1916 року, готовність корпусу на той час становила 85 %.
Добудова корабля відновилась у серпні 1919 року з метою звільнити стапель. У травні 1920 року він був відбуксирований в Ла-Спецію в очікуванні остаточного вирішення його долі. Пропозиції добудувати корабель як лінкор або авіаносець були відхилені. 25 жовтня 1920 року корпус корабля був проданий компанії «Societa di NAvigazione Generale», а листопаді відбуксирований в Неаполь. Генерал Ферраті розробив проєкт переобладнання корабля у вантажопасажирський лайнер (25 300 т, 2 ТЗА, 17 000 к.с., 16,5 вузлів), але зрештою у 1921 році недобудований корабель був проданий на злам.
10 гармат головного калібру під час війни розмістили на моніторах, плавучих батареях та використовувались як залізничні гармати, а після війни використовувались в береговій обороні.